# Prima revoltă a lui Pecija
Prima revoltă a lui Pecija sau Revolta Doljani a fost o răscoală antiotomană în Knešpolje, Bosanska Krajina, condusă de liderul haiduc sârb Petar Popović–Pecija (1826–1875). Aceasta s-a desfășurat în perioada iunie-decembrie 1858. Răscoala a izbucnit din cauza presiunii exercitate asupra populației locale sârbe și a atrocităților comise de otomani față de aceasta de-a lungul timpului.

## Premise
În 1857 o răscoală în frunte cu Luka Vukalović a izbucnit în Herțegovina; ea a fost urmată de Răscoala din 1858 care a inclus Revolta lui Prota în Gradačac srez (județ) condusă de prota Avramović, și în același timp de Revolta lui Pecija în Krajina.

## Revolta
La mijlocul anului 1858 o răscoală a izbucnit în nord-vestul Bosniei ca răspuns la presiunea exercitată de otomani asupra populației locale sârbe. Inițial s-au răsculat locuitorii majoritar catolici ai satului Ivanjska din nahiyah Krupa. După câteva mici schimburi de focuri în apropiere de Ivanjska s-au răzvrătit și celelalte sate. Se spune că motivul principal a fost tirania (sârbocroată: zulum) otomanilor. În iunie 1858 tulburările s-au extins spre Knešpolje. Liderii revoltei erau foștii haiduci Petar Popović–Pecija (1826–1875), Petar Garača (d. 1858), Simo Ćosić și Risto Jeić. Populația rurală din regiunea Knešpolje era predominant creștin-ortodoxă, în timp ce musulmanii erau concentrați majoritatea în orașe. Rebelii i-au izgonit pe musulmani, aceștia reușind să se refugieze în Novi la 20 iunie. În jur de 600 de rebeli s-au adunat în jurul orașului și se pregăteau să-l atace. În același timp Pecija și Garača au strâns circa 3.000 de rebeli, împreună cu care au intrat în Ivanjska pentru a-i ajuta pe localnici. Aproximativ 100 de turci au fost uciși la 4 iulie în cadrul bătăliei de la Doljani, în apropiere de Bihać, după care Jeić a trecut granița pentru a-i convinge pe austrieci să sprijine cauza rebelilor. La 15 iulie trupele rebele din Ivanjska au suferit o înfrângere grea, Pecija și Garača conducându-i pe supraviețuitori în Knešpolje, acolo unde urmau să organizeze rezistența lor finală.
Între timp armata otomană a fost întărită cu detașamente trimise din toate colțurile Bosniei. La 21 iulie a avut loc bătălia de la Tavija, în apropiere de actualul Kostajnica. Aproximativ 1.000 de rebeli au încercat să țină piept forțelor otomane, dar nu au rezistat și majoritatea au decis să fugă în Austria după înfrângere. Ziua următoare, o altă luptă a avut loc lângă satul Kuljan. Forțele lui Pecija și Garača au rămas slăbite și nu mai puteau opune rezistență unei armate otomane bine organizate după ce un număr mare de rebeli i-au părăsit și au fugit peste râul Una, în Austria. Astfel, aceștia au trecut și ei granița. Autoritățile austriece, însă, au refuzat să-i ia sub protecție. Intenția lor era să-i dezarmeze și să-i înmâneze otomanilor, aceștia însă au decis să nu se predea. Ei împreună cu 300 de rebeli au spart blocada otomană și au fugit pe muntele Prosar.
În următoarele luni Pecija și Garača și-au continuat războiul de gherilă în Knešpolje, dar răscoala propriu-zisă fusese deja înăbușită. Garača a fost ucis în apropiere de Kostajnica în decembrie. După moartea acestuia, Pecija a încercat să fugă din nou în Austria, dar de data aceasta autoritățile austriece l-au luat prin surprindere și l-au transmis turcilor în schimbul sumei de 5.000 groși. Liderul revoltei a fost dus la Istanbul pentru a fi judecat, acolo fiind condamnat la moarte pentru uciderea a 98 de turci. El urma să fie executat în eyaletul Bosniei, dar a evadat în timp ce era transportat, lângă Užice, și a fugit în Principatul Serbiei.

## Adnotări
Este cunoscută ca Prima Revoltă a lui Pecija (прва Пецијина буна). În regiunea Kostajnica este menționată sub denumirea de Revolta lui Pecija (Пецијина буна), în timp ce în Bihać ca Revolta Doljani după bătălia de la Doljani, Bihać. Alte denumiri des folosite sunt: Revolta țărănească a lui Pecija (Пецијина сељачка буна), Revolta Kostajnica, și Prima Revoltă din Knešpolje (прва кнешпољска буна).